# Eugène Richez
Louis Eugène Richez (* 5. August 1864 in Canly; † unbekannt) war ein französischer Bogenschütze.
Richez nahm an den Olympischen Spielen 1920 in Antwerpen teil. Insgesamt gewann er drei Medaillen in den Teamwettbewerben der Bogenschützen auf das Bewegliche Vogelziel. Bereits bei den Spielen 1908 nahm er an Einzelbewerben teil und belegte die Plätze 9 (Continental Round) bzw. 17 (Double York Round).